# María José Catalá
María José Catalá Verdet (Valencia, 3 marzo 1981) è una politica spagnola, dal giugno 2023 sindaco di Valencia per il Partito del Popolo (PP).
È stata sindaco di Torrent (2007-2012), la prima donna e la prima del suo partito a ricoprire la carica e nel 2008 è stata brevemente nel Congresso dei deputati. Dal 2012 al 2015 Ministro dell'Istruzione della Generalitat Valenciana, nel 2015 è stata eletta alle Corts Valencianes e nel 2019 al Consiglio comunale di Valencia.

## Biografia
Nata a Valencia nel marzo 1981, Catalá ha conseguito una laurea in giurisprudenza presso l'Università Cardinale Herrera, e un master in Economia Aziendale. Nel marzo 2017 ha ottenuto il dottorato presso l'Università Cardinale Herrera CEU. La sua tesi riguardava le relazioni tra elettori e rappresentanti all'inizio del XXI secolo, un periodo di scandali di corruzione, tra cui diversi che hanno coinvolto il suo partito. 
Catalá è entrata in politica nel 2003 quando è stata eletta consigliere del PP per la città di Torrent, a sud-ovest della città di Valencia. Nel 2007 è stata scelta come candidata del PP a sindaco di Torrent ed è stata eletta a maggio, diventando la prima donna sindaco della città e, con i suoi 26 anni, uno dei sindaci più giovani dell'epoca. È stata anche il primo sindaco del PP nella cittadina, ponendo fine a 28 anni di controllo del Partito Socialista Operaio Spagnolo (PSOE).
Nel 2008, Catalá è stata eletta al Congresso dei Deputati in rappresentanza della circoscrizione di Valencia dopo essersi aggiudicata il quarto posto nella lista del PP, garantendosi praticamente l'elezione, dato che il partito aveva vinto almeno cinque seggi in ogni elezione dal 1982 in poi. Tuttavia, è stata solo un anno e mezzo al Congresso, si è dimessa nell'ottobre 2008 e sostituita da Teresa García Sena. 

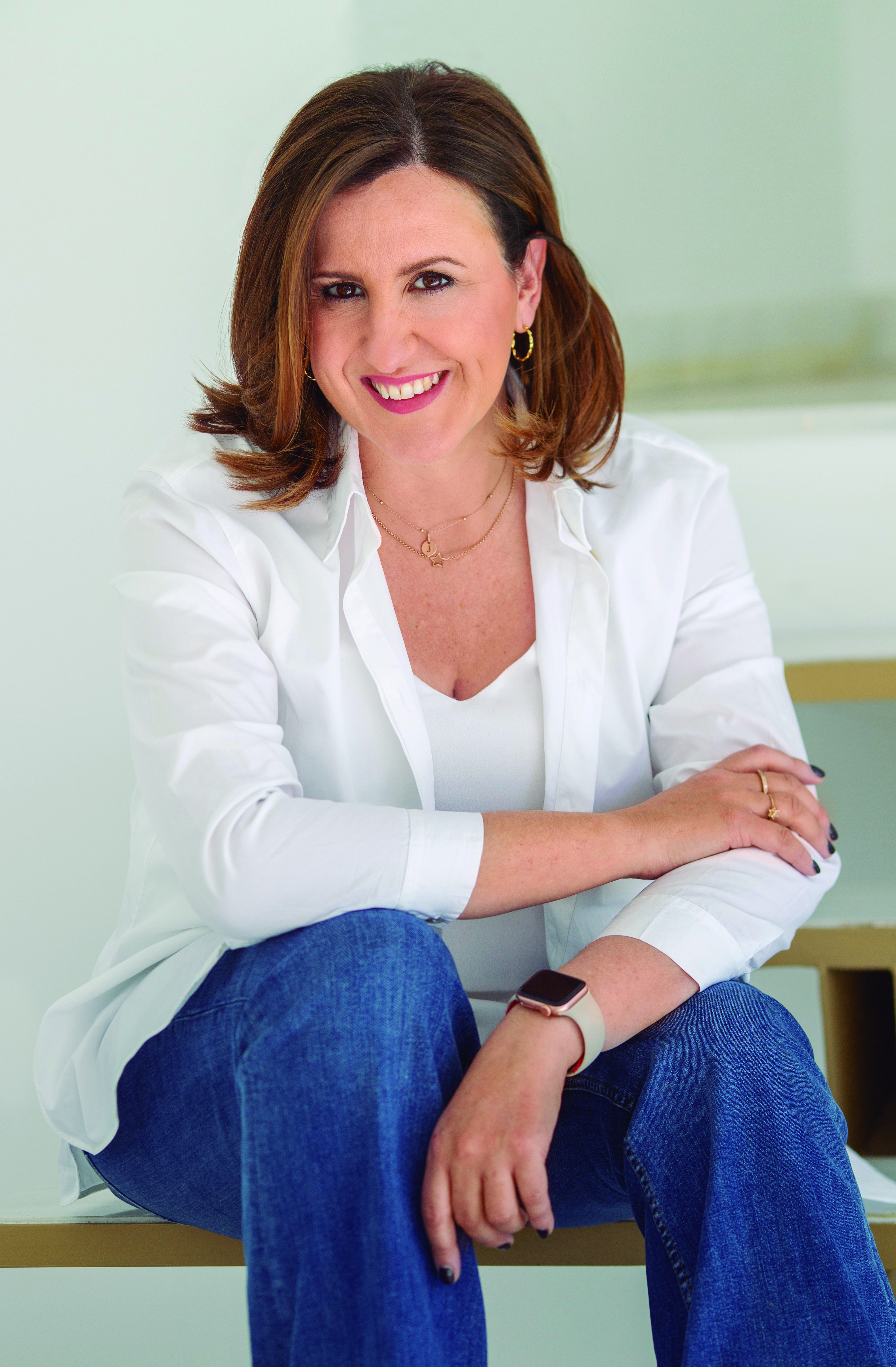
José Catalá nel 2023

Catalá ha lasciato il suo incarico di sindaco nel 2012, venendo nominata Ministro dell'Istruzione nella Generalitat Valenciana di Alberto Fabra e portavoce prima delle elezioni del 2015, in cui è stata eletta ai Corts Valencianes. Nel gennaio 2019 è stata nominata candidata del PP a sindaco di Valencia in vista delle elezioni di maggio. Il PP è arrivato secondo, e il sindaco uscente Joan Ribó di Coalició Compromís è stato rieletto con il sostegno del PSOE. Nel giugno 2023 Catalá ha vinto le elezioni comunali, diventando sindaco di Valencia. Ha mantenuto il suo seggio alle Cortes, ma ha ceduto la posizione di difensore civico-portavoce al suo collega Miguel Barrachina e di segretario generale del PPCV a Juan Francisco Pérez Llorca.